# NehruvianDoom
NehruvianDoom — совместный альбом американских реперов MF Doom и Bishop Nehru, выпущенный 7 октября 2014 года на лейбле Lex Records в рамках дуэта NehruvianDOOM. В альбоме Думилье записал всю музыку, а Nehru читал рэп.

## Критический приём
На Metacritic альбом получил 67 баллов. Марк Боззер из журнала Exclaim! сказал : «Здорово, что Doom вернулся на этот релиз, и ещё лучше, что он объединил усилия с молодым ведущим в лице Nehru, который подает огромные надежды в этом проекте. Злодей с металлическим лицом и его напарник Bishop Nehru действительно составляют довольно динамичный дуэт; Бэтмен и Робин ни хрена не стоят этих двоих». Сэм Уиллис из Drowned In Sound заявил: «На протяжении всего NehruvianDoom продакшн неизменно точен, вокал отточен, а блестящий талант Bishop Nehru представлен нам во всей красе. Есть строки, которые демонстрируют мудрость подростка, далеко не соответствующую его возрасту, и отношения, которые в равной степени дают и берут для обеих сторон. Мне кажется, что эта пластинка не продвинет Nehru к славе — Doom все ещё слишком много работает на периферии для этого — но это важный шаг на пути к широкой известности». Нейт Патрин из Pitchfork Media об альбоме сказал: «Это сотрудничество поколений ощущается как пластинка, застрявшая в своего рода хронологической колее, где молодой артист представляет старозвученную пластинку, которая звучит так, как будто её могли выпустить в любой момент его жизни — и управляется любым количеством MC, которые могли бы звучать как он»

## Трек лист
Слова и музыка всех песен — Автор музыки - MF Doom, автор текстов - Bishop Nehru.
| №                   | Название                                      | Длительность |
| ------------------- | --------------------------------------------- | ------------ |
| 1.                  | «Intro»                                       | 1:48         |
| 2.                  | «Om»                                          | 3:01         |
| 3.                  | «Mean the Most»                               | 4:54         |
| 4.                  | «So Alone»                                    | 2:37         |
| 5.                  | «Darkness (HBU)»                              | 2:49         |
| 6.                  | «Coming For You»                              | 4:16         |
| 7.                  | «Caskets»                                     | 4:51         |
| 8.                  | «Great Things»                                | 3:50         |
| 9.                  | «Disastrous»                                  | 3:03         |
| 10.                 | «They Say Bishy Bish (бонус трек для iTunes)» | 4:40         |
| Общая длительность: | Общая длительность:                           | 31:09        |